# Castelul Lucens

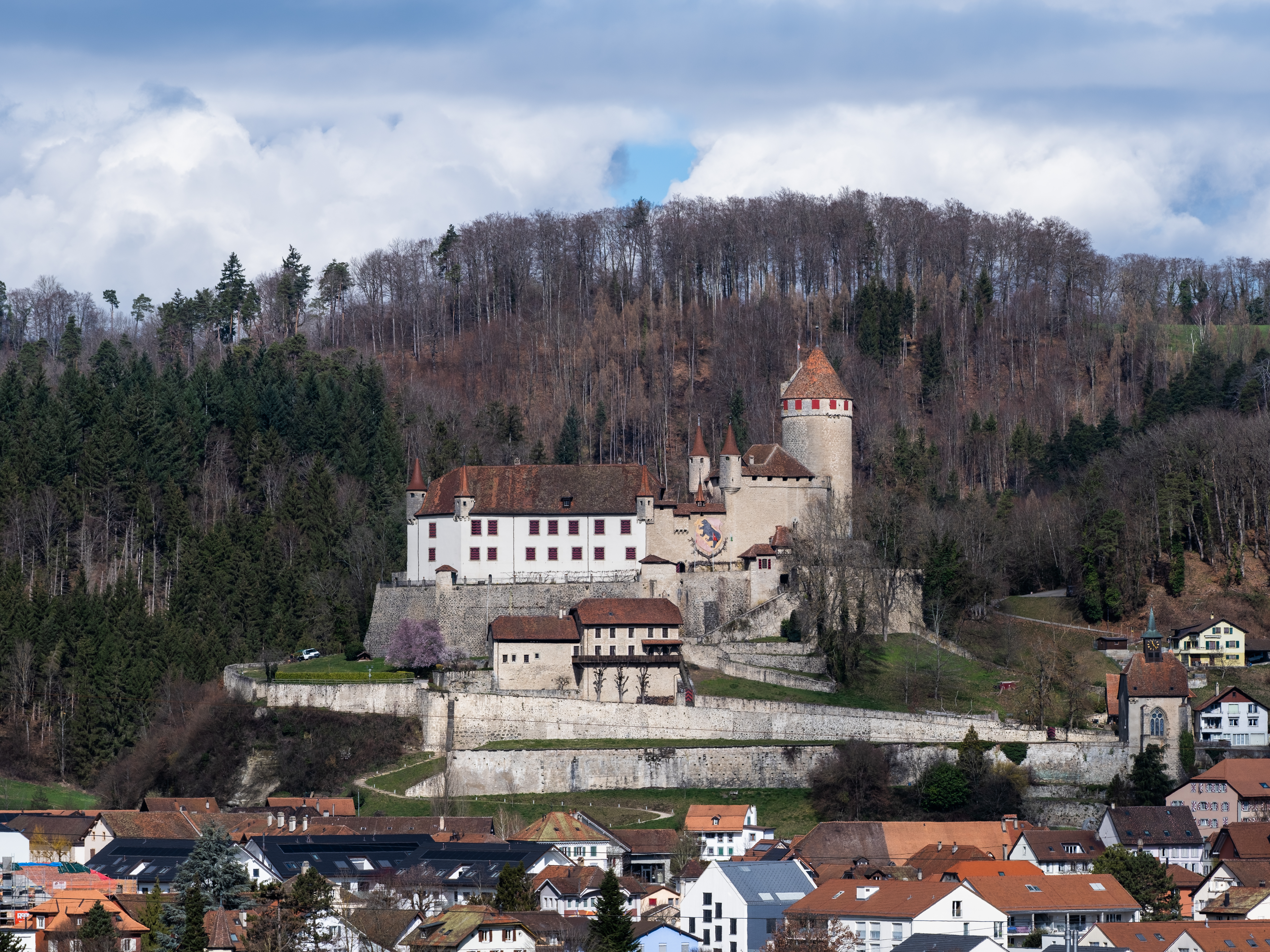
Castelul Lucens

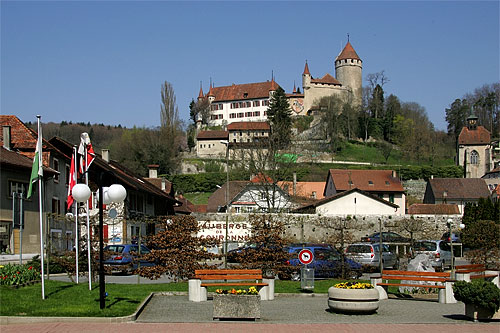
Orăşelul Lucens cu castelul de pe deal

Castelul Lucens este un castel din comuna Lucens, aflată în cantonul Vaud din Elveția. El este un sit istoric de importanță națională din Elveția.

## Istoric
Poziția strategică a castelului îi permitea supravegherea văii Broye, care era un important coridor de tranzit. Începând din Evul Mediu și până în 1536 a fost o reședință a episcopul de Lausanne și a servit ca punct de supraveghere a terenurilor episcopului din valea Broye. În cursul secolului al XII-lea, castelul a fost distrus și reconstruit în mod repetat. În anul 1476 a fost distrus de către Confederația Elvețiană. În 1536 valea și teritoriul din jur au fost cucerite de Berna, iar Castelul Lucens a devenit sediul circumscripției berneze. În anul 1542, logofătul (vogt) din Moudon s-a mutat în castel. După extinderea acestuia în perioada 1579-1586, castelul a servit ca arsenal și cetate de pe frontieră cu Fribourg. În 1798, bernezii au fost forțați să iasă și a fost format Cantonul Léman. La scurt timp după aceea, castelul a devenit proprietatea cantonului, care a vândut-o în 1801 unor persoane fizice. În 1925, el a fost transformat într-un institut reformat elvețian pentru fete. Între 1965-1970, castelul a fost sediul Fundației Conan Doyle, și în prezent se află în proprietate privată.